# Ranunculus oligocarpos
Ranunculus oligocarpos är en ranunkelväxtart som beskrevs av Ferdinand von Hochstetter och Achille Richard. Ranunculus oligocarpos ingår i släktet ranunkler, och familjen ranunkelväxter. Inga underarter finns listade i Catalogue of Life.